# 长触合跳蛛
长触合跳蛛（学名：Synagelides palpalis）为跳蛛科合跳蛛属的动物。分布于越南以及中国大陆的海南等地。该物种的模式产地在越南。